# 宋琮 (崇禎進士)
宋琮（1597年—1637年），字宗玉，號五河，山东登州府莱阳县人。

## 生平
宋琮是南京鸿胪寺卿宋继登之子，工部右侍郎宋玫之兄。天啓元年（1621年）中辛酉科山东乡试举人，崇祯元年（1628年）成戊辰科進士，初任河南祥符县知县，六年（1633年）因父母去世回鄉归。八年（1635年）起补金坛县知县，能決斷疑狱、对囚立办。十年（1637年）行取入京，在京城太仆寺街去世，年四十一歲。他生平博学擅長文章，工于书法，名动一时。

## 家族
子三人：宋俶、宋仲、宋侅，三人都有文名，宋仲早卒，宋俶、宋侅為貢生，未仕。

## 軼事
《玉堂薈記》載太仆寺街有凶宅，宋琮搬入一月即卒之事。